# باول ميلر (صحفي)
باول ميلر (بالإنجليزية: Paul Miller) هو صحفي أمريكي، ولد في 28 سبتمبر 1906 في دياموند في الولايات المتحدة، وتوفي في 21 أغسطس 1991 في ويست بالم بيتش في الولايات المتحدة.